# Сборная Латвии по футболу (до 19 лет)
Сборная Латвии по футболу до 19 лет — национальная футбольная команда Латвии, представляющая Латвийскую Республику на юношеских турнирах. В эту сборную могут вызываться только игроки не старше 19 лет.

## Состав сборной
Количество игр и голов по состоянию на 11 июня 2025 года.
| Имя                    | Дата рождения            | Клуб            | Матчи (голы) | Дебют за сборную              |
| Вратари                | Вратари                  | Вратари         | Вратари      | Вратари                       |
| ---------------------- | ------------------------ | --------------- | ------------ | ----------------------------- |
| Марцис Казайнис        | 28 апреля 2007 (18 лет)  | Рига            | 0 (0)        | —                             |
| Родриго Витолс         | 20 февраля 2007 (18 лет) | Абердин U18     | 2 (−2)       | против Литвы 8 июня 2025      |
| Кристс Плявиньш        | 8 августа 2007 (17 лет)  | Скансте         | 2 (0)        | против Литвы 11 июня 2024     |
| Защитники              |                          |                 |              |                               |
| Густавс Лейтанс        | 13 июня 2007 (18 лет)    | Гробиня         | 4 (0)        | против Эстонии 9 июня 2024    |
| Ленардс Берзиньш       | 27 августа 2007 (17 лет) | Метта           | 11 (1)       | против Эстонии 9 июня 2024    |
| Янис Эмилс Калпакс     | 13 января 2007 (18 лет)  | Албертс         | 2 (0)        | против Литвы 8 июня 2025      |
| Александр Молотков     | 11 августа 2007 (17 лет) | Метта           | 10 (0)       | против Эстонии 9 июня 2024    |
| Матис Цауне            | 13 января 2007 (18 лет)  | Рига Маринерс   | 1 (0)        | против Эстонии 10 июня 2025   |
| Гундарс Смилшкалнс     | 20 апреля 2007 (18 лет)  | Метта           | 2 (0)        | против Литвы 8 июня 2025      |
| Полузащитники          |                          |                 |              |                               |
| Валтерс Лиепайниекс    | 24 мая 2007 (18 лет)     | Вентспилс       | 6 (0)        | против Литвы 11 июня 2024     |
| Кришьянис Рупейкс      | 25 апреля 2007 (18 лет)  | Гробиня         | 8 (0)        | против Литвы 11 июня 2024     |
| Хелвийс Йокстс         | 30 апреля 2007 (18 лет)  | Тукумс 2000     | 9 (4)        | против Эстонии 9 июня 2024    |
| Адамс Дрейманис        | 20 февраля 2007 (18 лет) | Елгава          | 2 (0)        | против Литвы 8 июня 2025      |
| Ратмир Трифонов        | 4 августа 2007 (17 лет)  | Рига            | 2 (0)        | против Литвы 8 июня 2025      |
| Рудолфс Клявинскис     | 8 марта 2007 (18 лет)    | Метта           | 13 (0)       | против Эстонии 9 июня 2024    |
| Нападающие             |                          |                 |              |                               |
| Кристапс Мосанс        | 26 февраля 2007 (18 лет) | Парма U18       | 2 (0)        | против Литвы 8 июня 2025      |
| Эмилс Спруктс          | 23 января 2007 (18 лет)  | Свободный агент | 7 (0)        | против Эстонии 9 июня 2024    |
| Маркус Спаде           | 5 июля 2007 (18 лет)     | Албертс         | 2 (1)        | против Литвы 8 июня 2025      |
| Максим Копылов         | 14 декабря 2007 (17 лет) | Даугавпилс      | 1 (0)        | против Литвы 8 июня 2025      |
| Нилс Хенрийс Вейнбергс | 20 июля 2007 (18 лет)    | Ильвес          | 4 (1)        | против Турции 15 февраля 2025 |

### Недавние вызовы
Менее года с момента последнего вызова.
| Имя             | Дата рождения            | Клуб        | Матчи (голы) | Дебют за сборную              |
| Вратари         | Вратари                  | Вратари     | Вратари      | Вратари                       |
| Защитники       | Защитники                | Защитники   | Защитники    | Защитники                     |
| --------------- | ------------------------ | ----------- | ------------ | ----------------------------- |
| Марат Галяев    | 13 декабря 2007 (17 лет) | Уотфорд U18 | 9 (0)        | против Косова 4 сентября 2024 |
| Матис Силиньш   | 22 января 2007 (18 лет)  | Динамо U19  | 5 (0)        | против Эстонии 9 июня 2024    |
| Полузащитники   |                          |             |              |                               |
| Нападающие      |                          |             |              |                               |
| Робертс Кукулис | 25 мая 2007 (18 лет)     | Интер U18   | 6 (0)        | против Косова 4 сентября 2024 |

## Тренерский штаб
По состоянию на 30 мая 2025 года.
| Должность       | Имя                  |
| --------------- | -------------------- |
| Главный тренер  | Виктор Добрецов      |
| Тренер          | Антон Емелин         |
| Тренер          | Владислав Павлюченко |
| Тренер вратарей | Виктор Споле         |
| Физиотерапевт   | Мстислав Оприсняк    |
| Физиотерапевт   | Кристапс Вишкерс     |
| Менеджер        | Валдис Янсонс        |

## Главные тренеры
- Андрей Карпов (1993)
- Юрий Андреев (1994)
- Янис Дрейманис (1995)
- Владимир Беляев (1996)
- Анатолий Чебан (1997)
- Валерий Семёнов (1998)
- Андрей Карпов (1999)
- Питер Джонсон (2000)
- Янис Дрейманис (2001–2003)
- Владимир Беляев (2003)
- Янис Дрейманис (2004)
- Михаил Конев (2005)
- Владимир Бешкарев (2006 год)
- Геннадий Шитик (2006 год)
- Андрей Карпов (с 8 декабря 2006 года по 2007 год)[2]
- Владимир Беляев (2008–2009)
- Анатолий Чебан (2009)
- Янис Дрейманис (2010)
- Виктор Вицеховский (2011)
- Олег Благонадеждин (2011—2012)
- Владимир Бабичев (с 6 марта 2012 года по 2015 год)[3]
- Александр Басов (с 18 декабря 2015 года по 2018 год[4])
- Якуб Довалил (31 января 2019[4] — 12 января 2024[5])
- Виктор Мазурс (12 января — 23 февраля 2024 года; и. о.)[6]
- Виктор Добрецов (с 23 февраля 2024[7])